# Geo Milev
Pour les articles homonymes, voir Milev.
Geo Milev (Гео Милев), de son vrai nom Georgi Kasabov Milev est un poète bulgare. Il est né le 15 janvier 1895 à Radnevo, et mort après le 15 mai 1925 à Sofia. Auteur d’articles politiques, il fonde le journal Везни (Balance), tribune du modernisme bulgare. 
Après avoir été accusé d'avoir pris part à l'attaque de la cathédrale Sainte-Nedelya, il fut assassiné en prison.
Geo Milev est le père de l'écrivaine bulgare Leda Mileva.